# Alfons Albéniz i Jordana
Alfons Albéniz i Jordana (Barcelona, 1 de gener de 1886 - Estoril, 27 de setembre de 1941) fou un futbolista català de les dècades de 1900 i 1910.
Era fill del compositor Isaac Albéniz. Havia practicat el futbol a Anglaterra i el rugbi a França. Va jugar al FC Barcelona entre 1901 i 1902, i un partit amistós la tamporada 1906-07. El maig de 1902 va marxar a Madrid per estudis i fitxà pel Reial Madrid, esdevenint el primer jugador a passar de Barça a Madrid. Més tard jugà a l'Stadium de Madrid. També estigué lligat al futbol com a directiu del Madrid, àrbitre i com a primer president del Col·legi d'Àrbitres.